# مذكرات طالب
مذكرات طالب (بالإنجليزية: Diary of a Wimpy Kid)‏ هي رواية كوميدية تهكمية للأطفال والمراهقين، من تأليف الكاتب جيف كيني. وهو الكتاب الأول من سلسلة روايات « مذكرات طالب ». بطل الرواية هو الطفل غريغ هيفلي الذي يبدأ مرحلة المدرسة الإعدادية ومحاولة التأقلم مع مدرسته الجديدة.
تم تجسيد الرواية بفيلم يحمل نفس الاسم، وتم إصداره في 19 مارس 2010.